# Prisma Taranto Volley
O Prisma Taranto Volley, também conhecido como Gioiella Prisma Taranto Volley por questões de patrocínios, é um time italiano de voleibol masculino da cidade de Tarento, província de Tarento, região da Apúlia. Atualmente o clube disputa a SuperLega, a primeira divisão do campeonato italiano.

## Histórico
O Prisma Taranto Volley foi fundado em 2004 das cinzas do Magna Grecia Taranto, clube que jogou quatro temporadas na Série A2 e duas temporadas na Série A1, da qual o atual presidente Bongiovanni foi seu vice-presidente. A trajetória do Prisma Taranto começa na Série D, antes de comprar o título esportivo da Série A1 do Parma na temporada 2004–05. O rebaixamento para a Série A2, no final da temporada, não extingue o entusiasmo do time; após um emocionante campeonato (vencido com 12 pontos de vantagem sobre o segundo classificado), Taranto regressa à primeira divisão italiana.
Na temporada 2006–07, o clube faz a sua melhor perfomance, conquistando o terceiro lugar na Copa Itália e o sétimo lugar no Campeonato Italiano.
Em 2008, Antonio Bongiovanni e a gerente geral Elisabetta Zelatore, participaram de uma reunião convocada pelo prefeito de Taranto e pelo vereador esportivo Michele Contino para anunciarem a transferência do clube para Martina Franca, uma comuna italiana da mesma província de Tarento. Na temporada 2009–10 voltou novamente a Taranto, porém no final da temporada, o Prisma Taranto Volley transfere o seu título esportivo ao New Mater Volley, partindo das categorias inferiores.
Após uma década de inoperância, no verão de 2020, após a compra do título esportivo do Materdomini Volley, a equipe foi admitida a participar da temporada 2020–21 na Série A2. Após vencer os playoffs de promoção, derrotando o Atlantide Brescia na série final, obtêm assim a promoção para disputar a SuperLega. A vitória no playoff de promoção dá à equipe o direito de participar da primeira edição da Supercopa Italiana na Série A2, que mais tarde foi perdida para o Agnelli Tipiesse Bergamo.

## Títulos
Campeonato Italiano - Série A2
- Campeão: 1999–00, 2005–06, 2020–21

## Elenco atual
Atletas selecionados para disputar a temporada 2022–23.
| Camisa                     | Nome                     | Altura (m) | Posição    |
| -------------------------- | ------------------------ | ---------- | ---------- |
| 1                          | Tommaso Stefani          | 2,10       | Oposto     |
| 2                          | Oleg Antonov             | 1,98       | Ponteiro   |
| 3                          | Giovanni Gargiulo        | 2,06       | Central    |
| 4                          | Aimone Alletti           | 2,07       | Central    |
| 5                          | Marco Falaschi           | 1,88       | Levantador |
| 6                          | Marco Rizzo              | 1,85       | Líbero     |
| 7                          | Manuele Lucconi          | 1,95       | Oposto     |
| 8                          | Eric Loeppky             | 1,97       | Ponteiro   |
| 9                          | Hampus Ekstrand          | 2,02       | Oposto     |
| 10                         | Jacopo Larizza           | 2,02       | Central    |
| 13                         | Charalampos Andreopoulos | 1,92       | Ponteiro   |
| 14                         | Francesco Pierri         | 1,86       | Líbero     |
| 18                         | Francesco Cottarelli     | 1,96       | Levantador |
| Técnico: Vincenzo Di Pinto |                          |            |            |